# Guvernul Croației

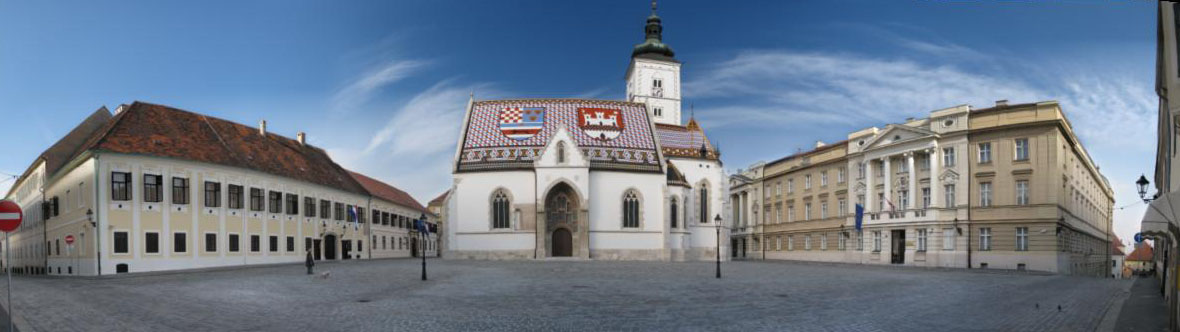
Piața Trg svetog Marka. De la stânga la dreapta: Clădirea Parlamentului, Biserica Sf. Marcu și Parlamentul Croat

Guvernul Croației (în croată Vlada Hrvatske), formal Guvernul Republicii Croației (în croată Vlada Republike Hrvatske), abreviat formal ca Guvernul croat (în croată hrvatska Vlada), reprezintă, conform Constituției, puterea executivă în Croația împreună cu președintele. 
Guvernul se compune dintr-un lider numit prim-ministru (în croată Predsjednik Vlade, abreviat ca premier în croată premijer) nominalizat de președintele Croației.
Guvernul Croației se află în clădirea Banski dvori din Zagreb, în piața Trg svetog Marka, unde se mai află  Biserica Sf. Marcu și Parlamentul Croat (Sabor) (vedeți imaginea din dreapta). 
Primul Guvern al Croației moderne a fost creat la 30 mai 1990, cu Stjepan Mesić ca prim-ministru.
Din 19 octombrie 2017, Guvernul Croației este condus de prim-ministrul Andrej Plenković.

## Istorie
După Declarația de Independență a Croației, Stjepan Mesić a fost primul prim-ministru, Cabinetul său fiind aprobat la 30 mai 1990. Până la 25 iulie 1990, Cabinetul Stjepan Mesić s-a numit legal al 14-lea Consiliu Executiv al Republicii Socialiste Croația (Četrnaesto Izvršno vijeće Sabora Socijalističke Republike Hrvatske).
De la sfârșitul guvernării comuniste, Republica Croația a avut 14 guverne conduse de 12 prim-miniștri. Nouă guverne au fost formate de Uniunea Democrată Croată, trei de Partidul Social Democrat din Croația, unul condus de un prim-ministru independent și un guvern de unitate națională (format în timpul vârfului Războiului de Independență al Croației).
Prim-ministrul actual, Andrej Plenković, este în funcție din 19 octombrie 2016 și conduce un guvern format de Uniunea Democrată Croată. 

### Lista cabinetelor

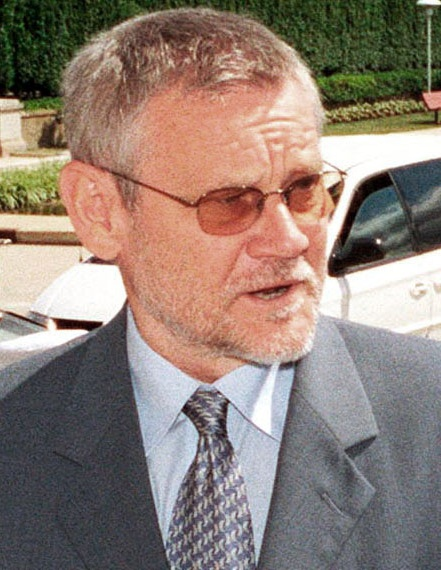
Ivica Račan

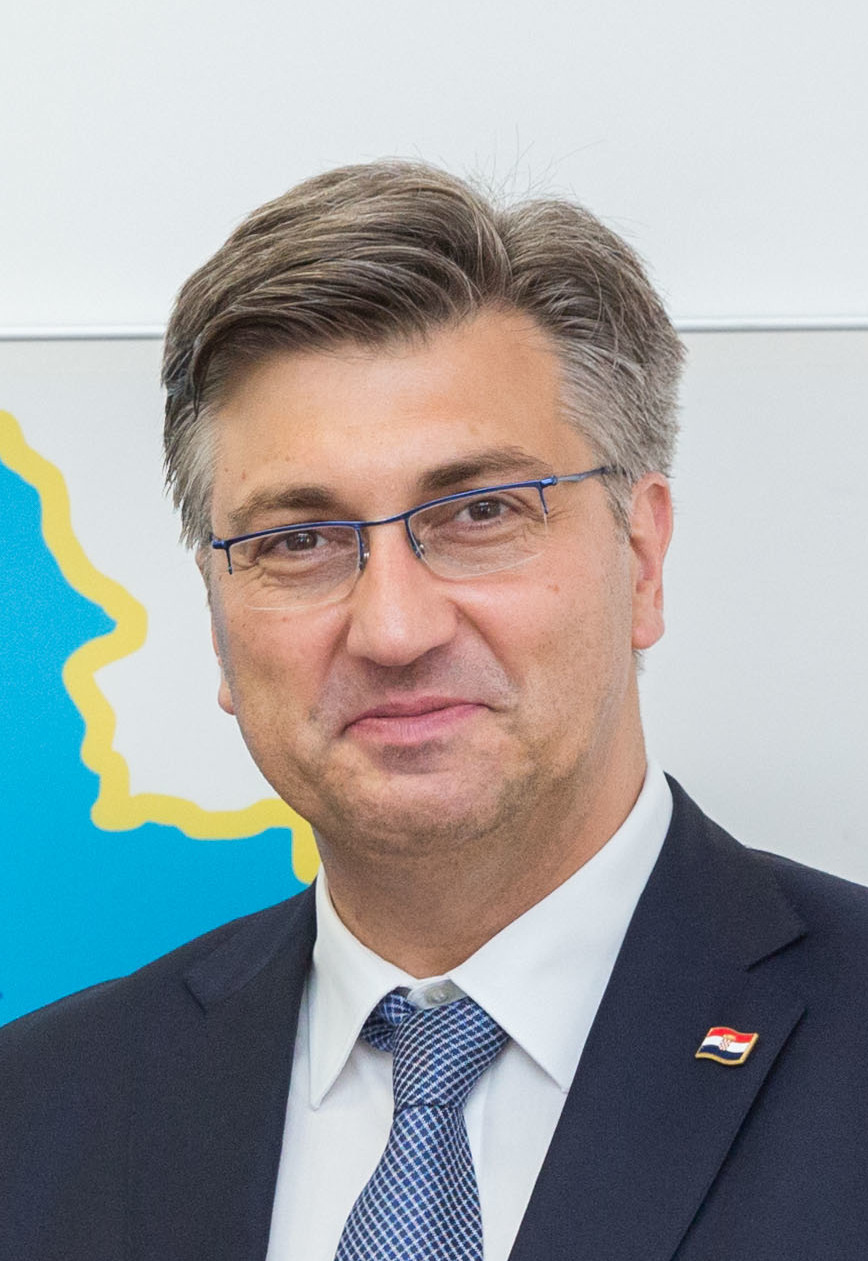
Andrej Plenković în 2018

| Data numirii                     | Prim-ministru     | Partid                      | Cabinet                     |
| -------------------------------- | ----------------- | --------------------------- | --------------------------- |
| 30 mai 1990                      | Stjepan Mesić     | Uniunea Democrată Croată    | Cabinetul Stjepan Mesić     |
| 24 august 1990                   | Josip Manolić     | Uniunea Democrată Croată    | Cabinetul Josip Manolić     |
| 17 iulie 1991                    | Franjo Gregurić   | Guvern de unitate națională | Cabinetul Franjo Gregurić   |
| 12 august 1992                   | Hrvoje Šarinić    | Uniunea Democrată Croată    | Cabinetul Hrvoje Šarinić    |
| 3 aprilie 1993                   | Nikica Valentić   | Uniunea Democrată Croată    | Cabinetul Nikica Valentić   |
| 7 noiembrie 1995                 | Zlatko Mateša     | Uniunea Democrată Croată    | Cabinetul Zlatko Mateša     |
| 27 ianuarie 2000                 | Ivica Račan       | Partidul Social Democrat    | Cabinetul Ivica Račan I     |
| 30 iulie 2002                    | Ivica Račan       | Partidul Social Democrat    | Cabinetul Ivica Račan II    |
| 23 decembrie 2003                | Ivo Sanader       | Uniunea Democrată Croată    | Cabinetul Ivo Sanader I     |
| 12 ianuarie 2008                 | Ivo Sanader       | Uniunea Democrată Croată    | Cabinetul Ivo Sanader II    |
| 6 iulie 2009                     | Jadranka Kosor    | Uniunea Democrată Croată    | Cabinetul Jadranka Kosor    |
| 23 decembrie 2011                | Zoran Milanović   | Partidul Social Democrat    | Cabinetul Zoran Milanović   |
| 22 ianuarie 2016                 | Tihomir Orešković | Uniunea Democrată Croată    | Cabinetul Tihomir Orešković |
| 19 octombrie 2016                | Andrej Plenković  | Uniunea Democrată Croată    | Cabinetul Andrej Plenković  |
| Surse: Guvernul Croației; HIDRA. |                   |                             |                             |

## Legături externe
- http://www.vlada.gov.hr/ Site-ul oficial